# Paul Barth (judoka)
Paul Barth (ur. 20 września 1945 w Monachium) – niemiecki judoka. Brązowy medalista olimpijski z Monachium.

## Kariera sportowa
Reprezentował barwy Republiki Federalnej Niemiec. Zawody w 1972 były jego jedynymi igrzyskami olimpijskimi, zdobył brąz w wadze półciężkiej (do 93 kilogramów). Zdobył brązowy medal mistrzostw Europy w 1968 roku i dwa w drużynie.